# Nicholas Okoth
Nicholas Okoth est un boxeur kényan né le 3 mars 1983 à Nairobi. 

## Carrière
Sa carrière amateur est principalement marquée par une médaille d'or remportée aux championnats d'Afrique 2017 dans la catégorie des poids légers.

## Palmarès

### Championnats d'Afrique
- Médaillé d'or en -60 kg en 2017 à Brazzaville, République du Congo
- Médaillé d'argent en -60 kg en 2022 à Maputo, Mozambique

### Jeux africains
- Médaille de bronze en -60 kg en 2015 à Brazzaville, République du Congo

### Jeux du Commonwealth
- Médaille de bronze en -56 kg en 2010 à New Delhi, Inde

## Référence
1. ↑  (en) « Résultats des championnats d’Afrique 2017 »